# Stanze (Ludovico Einaudi)
Stanze è un album di brani per arpa elettrica composti da Ludovico Einaudi ed interpretati da Cecilia Chailly. L'album è uscito nel 1992.

## Tracce
1. Notte – 4:22
2. Calore – 3:40
3. Moto – 2:25
4. Calmo – 4:33
5. Vega – 4:34
6. Onda – 4:02
7. Contatti – 3:15
8. Respiro – 4:00
9. Lento – 3:49
10. Attesa – 3:29
11. Cadenza – 3:10
12. Orbite – 3:21
13. Moto Perpetuo – 2:34
14. Cerchio – 1:53
15. Ritorno – 2:24
16. Notte – 4:15

Durata totale: 55:46